# رقروق ليبي
رقروق ليبي أو رعال أو رعلة (باللاتينية: Helianthemum lippii) نوع نباتي يتبع جنس الرقروق من الفصيلة القريضية. سمي تكريما لعالم النبات الإيطالي أغوستينو ليبي (باللاتينية: Agostino Lippi).

## الموئل والانتشار
النبات واطن في بلاد الشام والجزيرة العربية والمغرب العربي وإيران.

## مرادفات للاسم العلمي
- (باللاتينية: Cistus lippii L.)
- (باللاتينية: Helianthemum albicans Ehrenb. ex Willk.)
- (باللاتينية: Helianthemum ehrenbergii Willk.)